# Bướm cánh chuồn
Bướm cánh chuồn (Leptosia nina) là một loài bướm nhỏ thuộc họ Pieridae được tìm thấy ở Đông Nam Á, tiểu lục địa Ấn Độ và Australia.

## Mô tả
Cánh trước trên có một đốm đen trên nền chủ yếu là màu trắng. Cánh sau có màu trắng với các vệt loang lỗ màu nâu. Động tác bay của chúng trông yếu ớt và thất thường và cơ thể của con bướm dịch chuyển lên xuống khi nó đập cánh. Chúng bay thấp trên cỏ và loài bướm này hiếm khi rời quá cao trên mặt đất.

## Cây chủ
Loài này được ghi nhận đẻ trứng trên chi Bạch hoa và loài Crateva religiosa, họ Bạch hoa.

## Phân loài
- Leptosia nina nina (Ấn Độ, Sri Lanka đến Đông Dương)
- Leptosia nina chlorographa Hübner (Java)
- Leptosia nina niobe (Wallace, 1866) (Đài Loan)
- Leptosia nina dione (Wallace, 1867) (Nam Sulawesi)
- Leptosia nina nicobarica (Doherty, 1886) (Nicobar)
- Leptosia nina fumigata Fruhstorfer, 1903 (Lombok, Sumbawa, Flores, Solor)
- Leptosia nina terentia Fruhstorfer (Nam Philippines)
- Leptosia nina georgi Fruhstorfer (Bắc Philippines)
- Leptosia nina comma Fruhstorfer, 1903 (Timor đến Tanimbar)
- Leptosia nina malayana Fruhstorfer, 1910 (bán đảo Mã Lai, Singapore, Sumatra, Borneo, Bangka, Biliton)
- Leptosia nina aebutia Fruhstorfer, 1910 (Tanahdjampea, Kalao)

## Hình ảnh

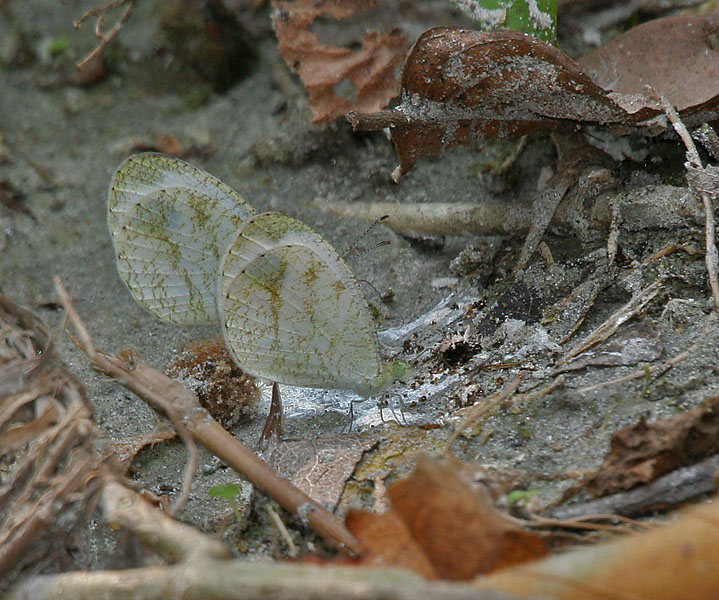
Hình chụp tại Jayanti ở Khu bảo tồn Buxa Tiger ở quận Jalpaiguri của Tây Bengal, Ấn Độ
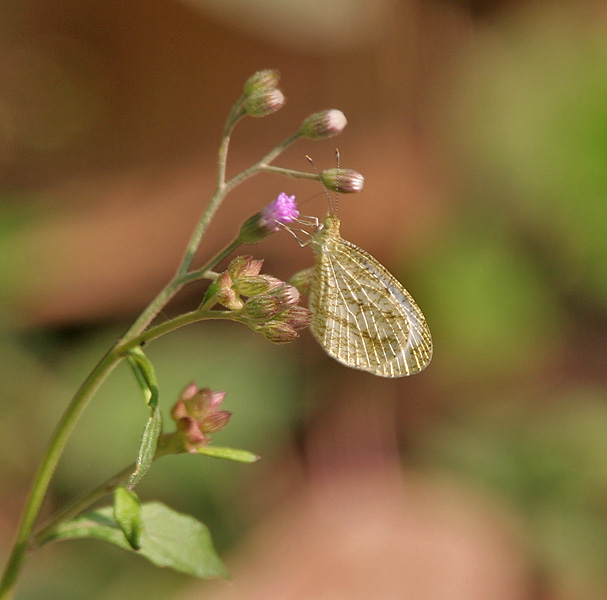
Trên một cây Vernonia cinerea ở Kolkata, Tây Bengal, Ấn Độ
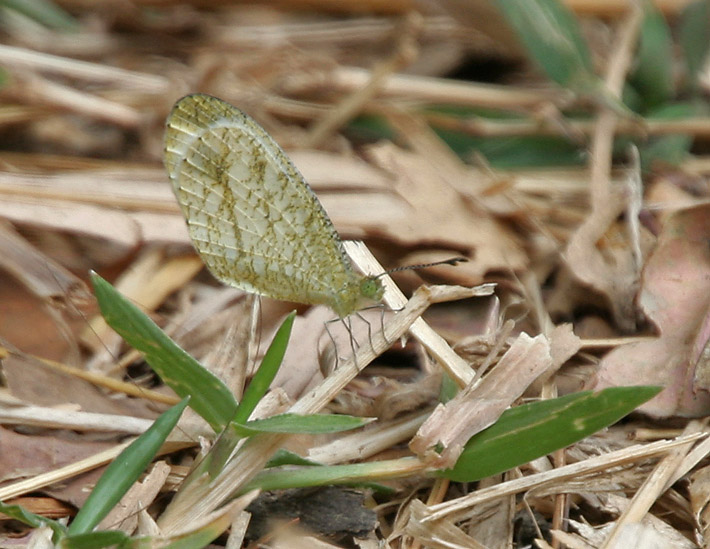
Ngụy trang với môi trường, ảnh chụp tại Kolkata, Tây Bengal, Ấn Độ
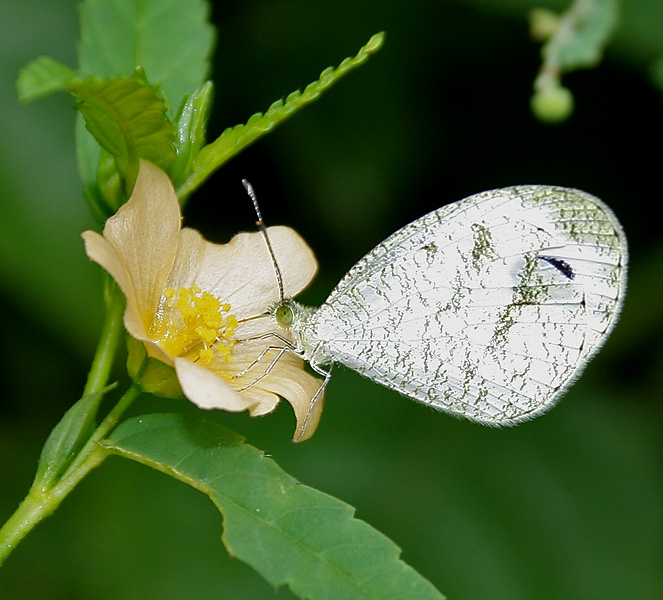
Hình chụp ở Hyderabad, Ấn Độ